# Сфероїдизування
Сфероїдизува́ння або сферїдиза́ція у металознавстві (англ. spheroidizing) — процес переходу кристалів надлишкової фази у сплавах металів з нерівновісної у глобулярну (сферичну) форму, що відбувається при відносно високих температурах у зв'язку із зменшенням міжфазної поверхневої енергії.

## Сфероїдизування цементиту у сталях
Особливо велике значення має сфероїдизація пластинок цементиту, що є складовою частиною перліту, у вуглецевих, легованих інструментальних, конструкційних та інших сталях. У процесі сфероїдизування пластинчастий перліт стає зернистим, внаслідок чого значно знижується твердість, підвищується пластичність, поліпшується оброблюваність сталей різанням і тиском.
Сфероїдизування здійснюється тривалою витримкою при температурах вище від Ac1 в інтервалі 770…790 ºС (для легованих сталей — 770…820 ºС) або циклічним (маятниковим) нагріванням — охолоджуванням від підкритичних температур 650…700 ºС до температур вищих за Ac1; процес може бути прискорений попередньою деформацією або загартуванням. Після нагрівання й витримування вироби дуже повільно охолоджують з піччю до 550…600 ºС, а потім, на повітрі.
Сфероїдизувальний відпал на зернистий перліт, особливо високовуглецевих підшипникових та інструментальних сталей, служить для поліпшення їх оброблюваності на металорізальних верстатах, а також для підготовки структури до гартування.

## Сфероїдизування графіту у чавунах
Іноді сфероїдизацією називають процес модифікування чавуну, при якому утворюється кулястий (сфероїдальний) графіт. Сфероїдизування полягає у введенні в розплав малих додатків (0,03…0,06 %) сфероїдизувальних металів — магнію, церію, кальцію, під дією яких графіт кристалізується у формі кульок, які у мінімальній мірі послаблюють металеву основу чавуну. Така форма графіту є характерною для високоміцних чавунів.